# Polygala alata
Polygala alata là một loài thực vật có hoa trong họ Polygalaceae. Loài này được Galushko miêu tả khoa học đầu tiên.